# Révai Károly
Révai Károly, Oblatek Károly (Abrudbánya, 1856. október 2. – Nagybánya, 1923. április 16.) romániai magyar író, költő, műfordító.

## Életútja
Családja német származású; apja az 1848–49-es magyar szabadságharcban harcolt, s a család előbb Kolozsváron, majd Abrudbányán telepedett le.
Középiskoláit Kolozsvárt, a piarista gimnáziumban s a brassói római katolikus gimnáziumban végezte. A kolozsvári egyetemen bölcsészhallgató volt; tanulmányait abbahagyva 1881-től bányatisztviselő Nagyágon, segédtanár a bányászati iskolában, majd kincstári főigazgató Nagybányán. Családi nevét (Oblatek) 1882-ben változtatta meg. Több vidéki lap szerkesztője; 1910-től a Petőfi Társaság tagja; a nagybányai Teleki Társaság elnöke. Halála után írta róla Kiss Ernő: „Erdélyben élte le egész életét, de Erdély csak azt látja meg, ami Budapesten tűnt föl, csak azokra a hangokra figyelt, amelyek onnan hallatszottak...” (Pásztortűz, 1923).

## Munkássága
Egyike volt a román irodalom első magyarországi ismertetőinek. Érdemeit Köllő Károly így értékelte: Benedek Elek és Solymossy Elek mellett nemzedékének legjobbjai közé tartozik, akik 1848 polgári-demokratikus eszméihez híven és hibáiból okulva, józan derűlátással apostolkodtak a kölcsönös megértés és minél szélesebb körű együttműködés érdekében.
A román költészetből Mihai Eminescu, George Coșbuc, Octavian Goga, Matilda Cugler-Poni, Emil Isac, Alexandru Vlahuță, Petre Dulfu, Alexandru Sterca-Suluțiu verseit fordította; Coșbuchoz írott versét a költő 1905-ben megjelentetett kötetében (Költemények) közölte. Emil Isackal folytatott levelezése (mintegy 20 levél) az Isac-hagyatékban kiadásra vár.

### Kötetei
- Aranyos Erzsike megérkezett! Versek (Déva, 1904)
- Rákóczi. Elbeszélő költemény (Nagybánya, 1904)
- Delelő. Versek és versfordítások (Kolozsvár, 1907)
- Román költőkből (Nagybánya, 1910)
- Alkonyat. Versek (Nagybánya, 1916)